# دار كولونيا

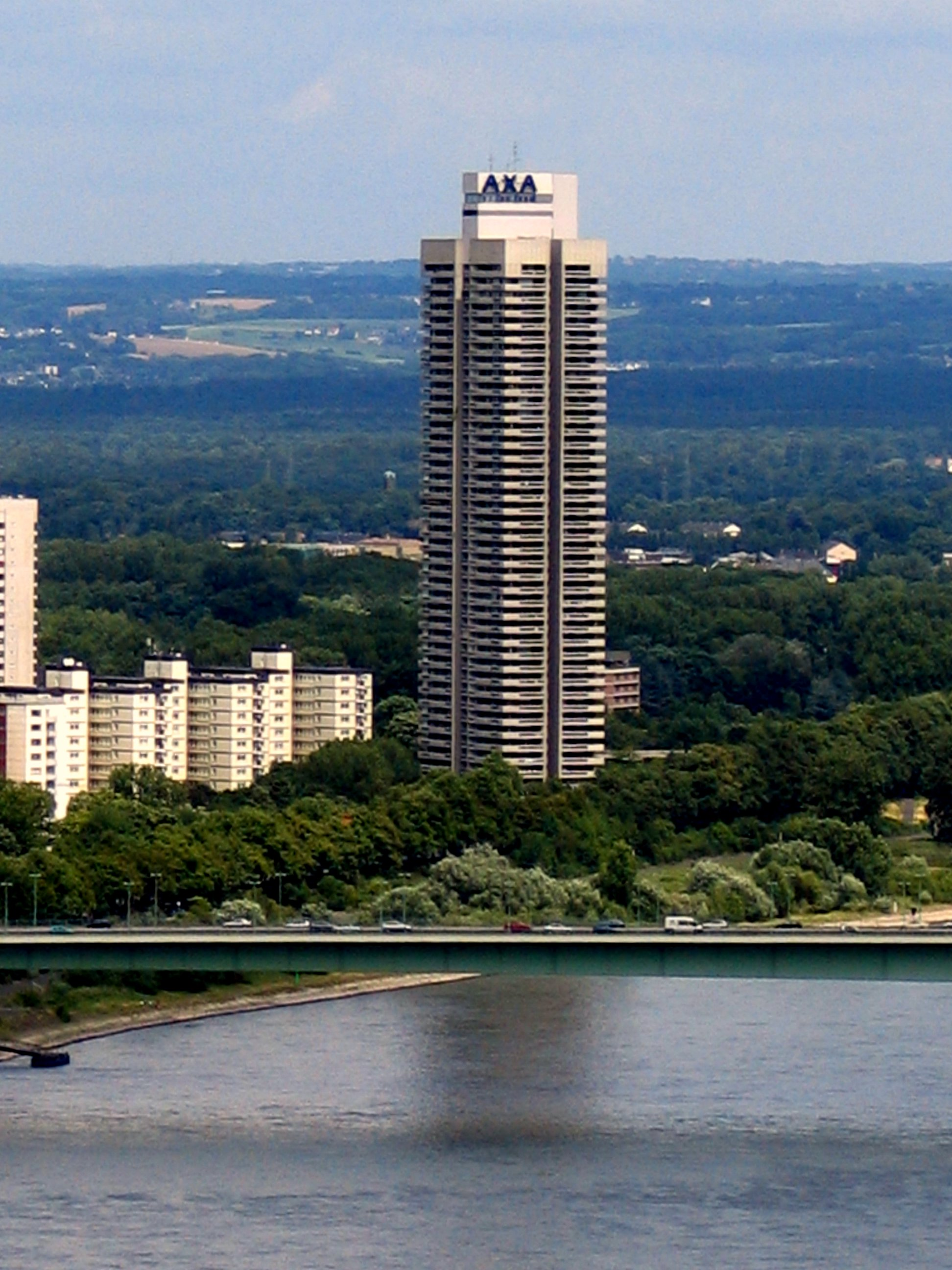
دار كولونيا

دار كولونيا (بالألمانية Colonia-Haus) هو واحد من أطول المباني في ألمانيا يستعمل لغرض الإسكان، يقع في كولونيا ويحتوي على 46 طابق يبلغ علوه 147 متر ( 155 متر مع الهوائي ) انتهى بنائه عام 1973 ، يعتبر أطول مبنى سكني في ألمانيا وأطول مبنى سكني في أوروبا بين أعوام 1972 و 2001، إذ كان حتى عام 2001 أطول مبنى في كولونيا حتى تم بناء برج كولونيا عام 2001 الذي يبلغ طوله 165,48 متر.

## وصلات خارجية
- موقع الرسمي مبنى كولونيا